# Rezoluce Rady bezpečnosti OSN č. 7
Rezoluce Rady bezpečnosti OSN č. 7 byla přijata na zasedání 26. června 1946. Týkala se otázky dopadu diktatury ve Španělsku na mezinárodní mír a bezpečnost. Po konci druhé světové války zůstala vláda Francisca Franka jedinou fašistickou národní vládou na světě.
Po přezkoumání nálezů podvýboru vytvořeného na základě rezoluce Rady bezpečnosti OSN č. 4 se Rada bezpečnosti rozhodla odsoudit Frankův režim a zachovat situaci pod "neustálým dohledem".
Rezoluce byla schvalována po částech, proto nebylo hlasováno o textu jako celku.